# 波希米亞山

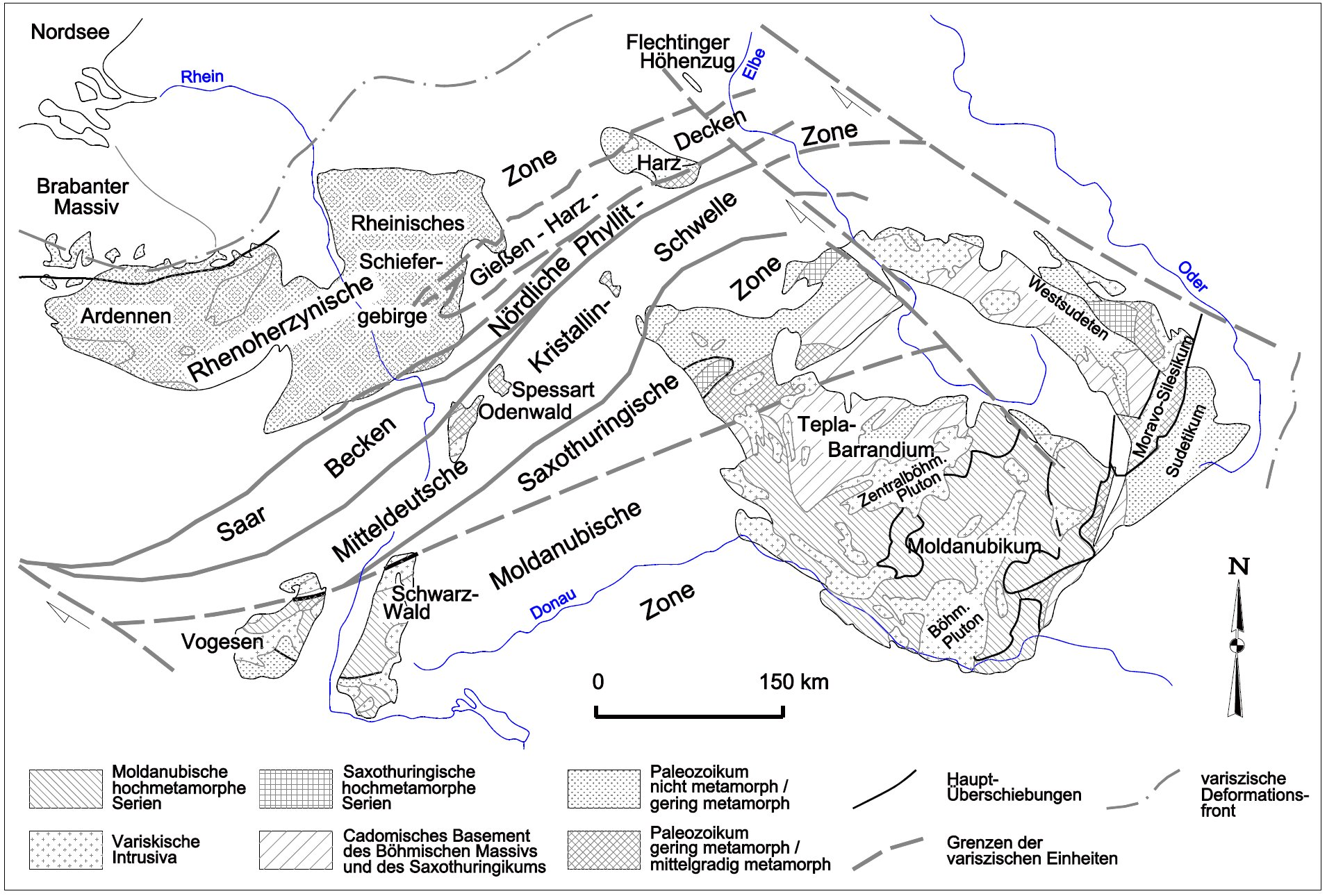

50°08′N 14°59′E / 50.133°N 14.983°E
波希米亞山（捷克語： 或 ；德語： 或 ）是中歐的山峰，橫跨捷克中部、德國東部、波蘭南部和奧地利北部，處於多瑙河以北，最高點斯涅日卡山海拔高度1,603米。